# 津古站

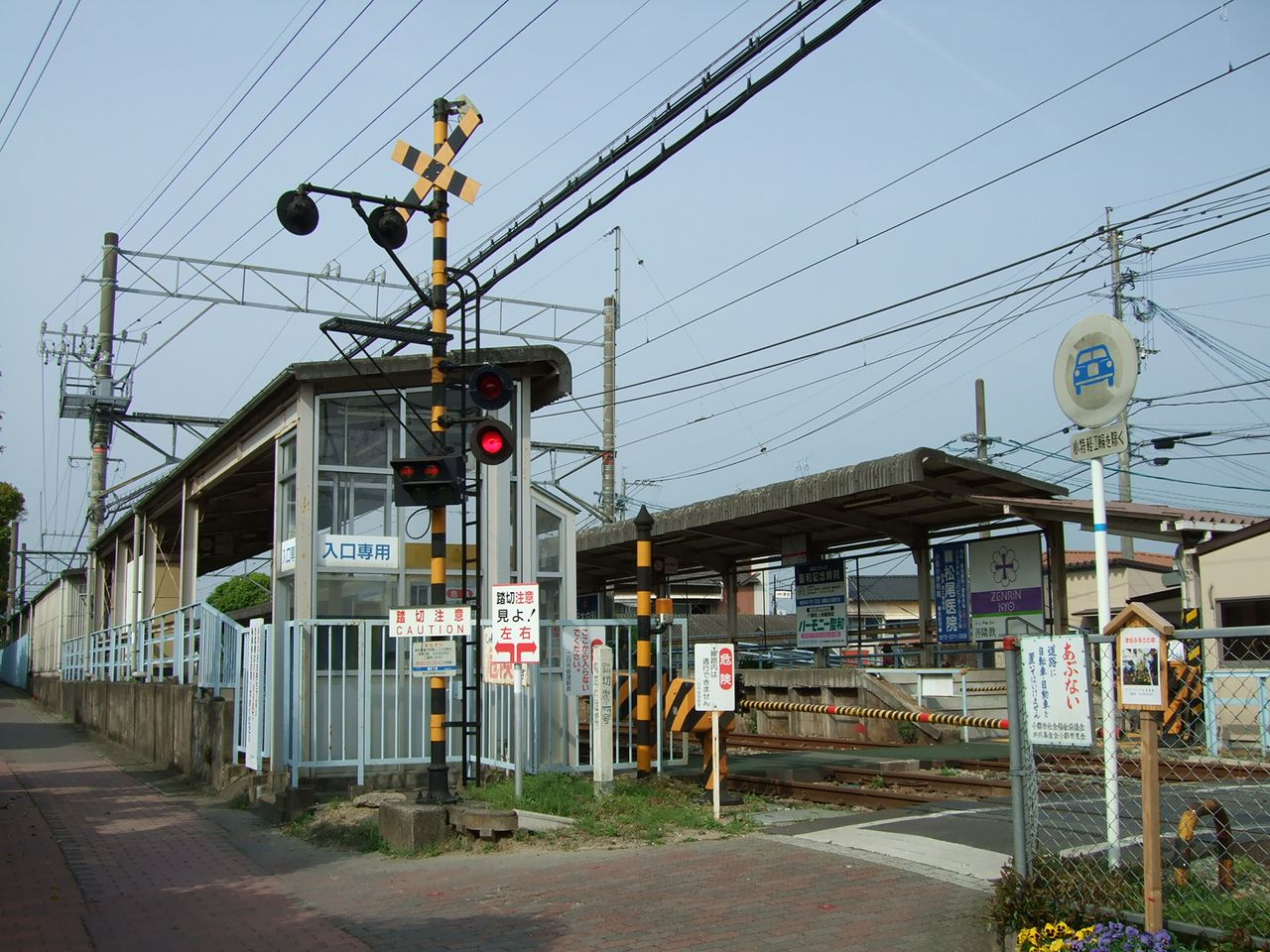
左邊是上行月台，右邊是下行月台

津古站（日语：／ Tsuko eki */?）是位於福岡縣小郡市津古，西日本鐵道（西鐵）的天神大牟田線車站。車站編號為T18。下行列車會在此站進入筑後地方。
此站位於小郡市內，但是此站位於筑紫野市內的西鐵二日市站管理。

## 歷史
- 1924年（大正13年）4月12日 - 車站啟用。
- 1961年（昭和36年） - 車站大樓翻新。
- 2000年（平成12年） - 開設入閘專用的西出口。
- 2008年（平成20年）5月18日 - 此站開始可以使用IC卡nimoca。
- 2017年（平成29年）2月1日 - 此站引入車站編號[2]。

## 車站構造
車站是一座地面車站，設有2面2線的相對式月台。由於月台只可容納5卡車廂，因此6卡以上的列車，靠近大牟田一方5卡車廂外，其他車廂會進行選擇性車門操作。月台與車站大樓之間設有站內平交道連接。在此站的站內平交道中，以西鐵福岡（天神）站出發來說是第一座站內平交道。
車站大樓位於下行月台側，此外月台西邊設有只可入閘處。在1990年代後半設置了自動閘機，但是未設置售票機，當時為西鐵小郡站以北唯一設有站員售票的車站。

### 月台
| 月台 | 路線          | 上下行 | 方向                     | 備註 |
| ---- | ------------- | ------ | ------------------------ | ---- |
| 1    | ■天神大牟田線 | 下行   | 久留米、柳川、大牟田方向 |      |
| 2    | ■天神大牟田線 | 上行   | 二日市、福岡（天神）方向 |      |

## 使用狀況
在2019年度，1日平均上下車人次為2,431人。

以下為各年度1日平均上下車人次列表。
| 年度   | 1日平均 上下車人次 |
| ------ | ------------------ |
| 2000年 | 4,171              |
| 2001年 | 3,925              |
| 2002年 | 3,805              |
| 2003年 | 3,721              |
| 2004年 | 3,644              |
| 2005年 | 3,632              |
| 2006年 | 3,525              |
| 2007年 | 3,421              |
| 2008年 | 3,357              |
| 2009年 | 3,159              |
| 2010年 | 3,015              |
| 2011年 | 2,914              |
| 2012年 | 2,625              |
| 2013年 | 2,642              |
| 2014年 | 2,560              |
| 2015年 | 2,565              |
| 2016年 | 2,524              |
| 2017年 | 2,518              |
| 2018年 | 2,485              |
| 2019年 | 2,431              |

## 車站周邊
車站位於小郡市北端，距離筑紫野市的邊界200米。車站周邊一帶都是農地。自從福岡市的睡房城市擴大，車站西邊、西南邊的小郡市內開始開發住宅區。車站周邊沒有大規模商業設施和公共設施。另外，車站附近設有宝滿川。
- 聖和紀念醫院
- 小郡津古簡易郵局
- 桑野眼科
- 栗田耳鼻科
- Sunny（日语：サニー (スーパーマーケット)）光丘店

## 相鄰車站
西日本鐵道
■天神大牟田線
■特急、■急行
通過
■普通
筑紫（T17）－津古（T18）－三國丘（T19）

## 注腳
1. ↑  お忘れ物お問い合わせ先 (管理駅)｜西鉄くらしネット （页面存档备份，存于）（日語）
2. ↑   (PDF). 西日本鐵道. 2017-01-24  [2017年3月20日]. （原始内容存档 (PDF)于2020-07-28） （日语）.
3. ↑  . 西日本鉄道株式会社.   [2021-01-14]. （原始内容存档于2021-01-29） （日语）.
4. ↑  小郡市資料盒 （交通・通信） 西日本鐵道各站的上下車人次變化

## 外部連結
- 津古站（西鐵沿線web） （页面存档备份，存于）（日語）